# Molnskogssparvuggla
Molnskogssparvuggla (Glaucidium nubicola) är en hotad sydamerikansk fågel i familjen ugglor inom ordningen ugglefåglar.

## Utseende och läten
Molnskogssparvugglan är en 16 cm lång, typisk neotropisk sparvuggla. Fjäderdräkten är mörkbrun, mörkare på rygg, skapularer, övre vingtäckare och övergump med rostbrun anstrykning och vita fläckar. På vingpennor och armpennor syns vitaktiga fläckar som formar ett otydligt band. Stjärten är svartaktig med fem ofullständiga vita band.
På undersidan är den vit på hakan, strupsidorna och övre delen av bröstet. Bröstsidorna är rostbruna. På bröstet syns även otydliga vita fläckar, på nedre delen av undersidan tydligare vita streck. Ögonen och benen är gula, näbben gröngul. Lätet består av ihåliga visslingar likt andra sparvugglor, konstant levererade och vanligen i par med tydliga pauser emellan.

## Utbredning och systematik
Fågeln förekommer i Stillahavssluttningen i västra Anderna i Colombia och Ecuador. Den behandlas som monotypisk, det vill säga att den inte delas in i några underarter. IUCN kategoriserar arten som sårbar.

## Status och hot
Arten tros minska kraftigt till följd av habitatförlust och degradering. Internationella naturvårdsunionen IUCN anser den därför vara hotad och placerar den i hotkategorin sårbar. Världspopulationen uppskattas till endast mellan 1500 och 7000 vuxna individer.